# Ansambel Franca Flereta
Ansambel Franca Flereta je nekdanji slovenski narodnozabavni ansambel, ki je uradno deloval od leta 1965, čeprav se je že dve leti prej prijavil na avdicijo za radijsko oddajo Nove melodije, kjer pa je bil zavrnjen.
V času delovanja je sodeloval z več različnimi pevskimi sestavi ali pevkami solistkami.
Z delovanjem je zaključil leta 2012.

## Zasedba
Ustanovitelj ansambla je ljudski godec Franc Flere, ki je ves čas delovanja v ansamblu igral harmoniko. Na začetku je igral z neznanim kitaristom in basistom Marjanom Ribojem. Ob ponovni, tokrat uspešni prijavi na avdicijo za radijsko oddajo sta s Fleretom igrala basist Ciril Jerman, akademsko izobražen glasbenik in član radijskega orkestra, in kitarist Janez Omahna. V novejšem obdobju sta sodelovala kitarist Lojze Maček in basist Polde Krevs. Mačka je tik pred koncem nadomestil Zvonko Glušič.

## Delovanje
Leta 1963 se je oblikoval Ansambel Franca Flereta, ki se je prijavil na avdicijo za radijsko oddajo Nove melodije, kjer pa je bil zavrnjen. Prvič je javno nastopil dve leti pozneje, kar šteje kot začetek delovanja. Na začetku so igrali le na manjših veselicah. Za nekaj časa so zaradi Fleretovega služenja vojaškega roka prekinili z delovanjem. Po vrnitvi je Flereta pričakala pošta od Vilka Ovsenika in Borisa Kovačiča, ki sta ga spodbudila, naj se ponovno prijavijo na avdicijo. Franc Flere si je poiskal nova člana za ansambel in se res prijavil z inštrumentalnima skladbama Čez travnike in Proti vasi. Brez težav so se kot najboljši po mnenju strokovne komisije uvrstili v finale, kjer so tudi zmagali.
Nastopili so na prvih treh izvedbah ptujskega festivala in bili vselej nagrajeni z nagrado za najboljšo inštrumentalno izvedbo. Z njimi so kot pevke nastopile tudi sestre Potočnik, s katerimi pa niso naredili posnetkov. Za snemanje plošče Pod oknom so se ansamblu kot pevci pridružili člani Slovenskega okteta in nastopili kot Kvartet Do.
To so bili Danilo Čadež, Tomaž Tozon, Peter Čare in Peter Ambrož. Z njimi je ansambel posnel tudi eno prvih samostojnih televizijskih oddaj in ploščo Ko jutranja zarja. Nekaj posnetkov in ploščo Kje je domača vas so posneli s tercetom Lokvanj, ki so ga sestavljali Tone Rus, Franc Pupis in Franc Kramar, pozneje člani ansambla Fantje z vseh vetrov. Po koncu sodelovanja zaradi odhoda fantov v vojsko so pet let snemali z Dobrepoljskimi fanti, s katerimi so tudi nastopali po veselicah. Zatem sta kot pevca v ansamblu nastopala Majda Kosovel in Milan Štimac, nov zagon pa je ansamblu dala mlada solistka Katja Povše, leta 2008 pa Mateja Marn.
Besedila za skladbe ansambla so na začetku pisali Ivan Malavašič, Erna Starovasnik in Vera Kranjc, pozneje pa Ivan Sivec in Katja Povše.
V času delovanja so izdali več plošč in kaset ter na Televiziji Slovenija posneli 5 samostojnih oddaj.
Zadnji nastop je imel ansambel konec leta 2012 na koncertu Borisa Kopitarja v Novem mestu.

## Uspehi
Ansambel Franca Flereta je uspešno nastopil na prvih treh izvedbah najstarejšega narodnozabavnega festivala v Sloveniji:
- 1969: Festival Ptuj – Nagrada za najboljšo inštrumentalno izvedbo.
- 1970: Festival Ptuj – Nagrada za najboljšo inštrumentalno izvedbo.
- 1971: Festival Ptuj – Nagrada za najboljšo inštrumentalno izvedbo.

## Diskografija
Ansambel Franca Flereta je v času delovanja izdal naslednje albume:
1. Proti vasi (1969)
2. Pod oknom (1971) – skupaj s kvartetom Do
3. Ko jutarnja zarja (1972) – skupaj s kvartetom Do
4. Kje je domača vas (1973) – skupaj s tercetom Lokvanj
5. Rdeči nageljni (1978) – skupaj z Dobrepoljskimi fanti
6. Belo pismo/Marjetka (1991)
7. Belo pismo (1995)
8. Za tvoj najlepši dan
9. Bila sem premlada
10. Mlado dekle (2008)
11. Zlate melodije iz glasbene skrinje 1 (2009)
12. Zlate melodije iz glasbene skrinje 2 (2010)

## Največje uspešnice
Ansambel Franca Flereta je najbolj poznan po naslednjih skladbah:
- Belo pismo
- Ljubezen mamina
- Mlado dekle
- Rdeči nageljni
- S harmoniko na vas sem hodil